# تاریخ کشمیر
این مقاله تاریخ کشمیر را پوشش می‌دهد.

## حکومت مسلمانان: سلطنت کشمیر

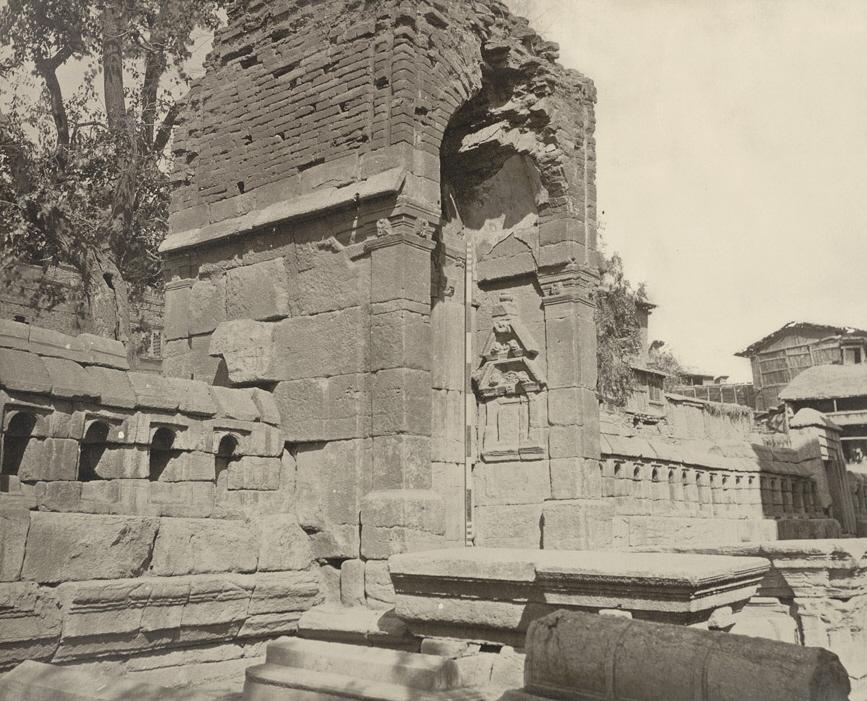
مقبره زین‌العابدین در سرینگر به نام دروازه حصار که در گذشته معبدی هندو بوده‌است

مالیات ظالمانه، فساد، نزاع‌های خونین، و پدید آمدن اربابان زمیندار (داراماها) در زمان زمامداری سلسله منفور لاهورا، راه حملات خارجی را به کشمیر گشود. سوهاودا، آخرین پادشاه سلسله لاهورا، پس از یورش وحشیانه یک امیر مغول به نام زوجلو، از کشمیر گریخت. رینچانا، بودایی تبتی پناهنده به کشمیر، پس از زوجلو خود را حاکم کشمیر خواند. داستان اسلام آوردن رینچانا موضوع یکی از قصه‌های عامیانه کشمیر است. وی احتمالاً به دلایل سیاسی، توسط وزیرش شاهمیر به پذیرش اسلام متقائد شده‌است. اسلام در سرزمین‌های بیرون از کشمیر نفوذ کرده بود و به خاطر نبود حمایت هندوهایی که اکثریت جمعیت را تشکیل می‌دادند، ریچانا نیازمند حمایت مسلمانان کشمیری بود. شاه میر بر جانشین ریچانا شورید و حکومت مسلمان و خاندان خود را بر کشمیر تضمین کرد.
در قرن چهاردهم میلادی، اسلام به تدریج به دین غالب کشمیر بدل شد. شیخ نورالدین نورانی واعظ کشمیری که هندوها او را با نام ناند نوری می‌شناسند، در مباحث اش، شیواپرستی کشمیر را با عرفان صوفیانه درآمیخت. به جز سلطان سکندر (۱۳۸۹-۱۴۱۳ میلادی)، دیگر سلطان‌های حاکم میان سال‌های ۱۳۵۴ تا ۱۴۷۰ میلادی، در برابر دیگر ادیان بردبار بودند. سلطان سکندر از غیر مسلمانان مالیات طلب کرد، به اسلام آوردن وادارشان کرد و لقب بت شکن را به خاطر از بین بردن بت‌ها به دست آورد. سلطان زین العابدین صنعتگران و هنرمندان را از ایران و آسیای میانه، برای آموزش هنرمندان محلی، به کشمیر دعوت کرد. در دوران سلطنت وی هنر کنده‌کاری بر چوب، پاپیه ماشه، بافت شال و قالی رونق یافت. در دوره کوتاهی در دهه ۱۴۷۰ میلادی، ایالت‌های جامو، پونچ و راجوری که خراجگزار کشمیر بودند بر سلطان حاجی خان شوریدند. اما توسط فرزند وی حسن خان که در ۱۴۷۲ میلادی بر تخت نشست، مهار شدند. در میانه سده ۱۶ میلادی، با ورود مبلغان مسلمان از ایران و آسیای میانه، تأثیر هندوها بر دیوان و نقش روحانیون هندو در کشمیر کاهش یافت و فارسی به عنوان زبان رسمی جایگزین سانسکریت شد. در حدود همین دوران، جایگاه چَک‌ها به حدی اعتلا یافته بود که جایگزین سلسله شاه‌میر شوند.

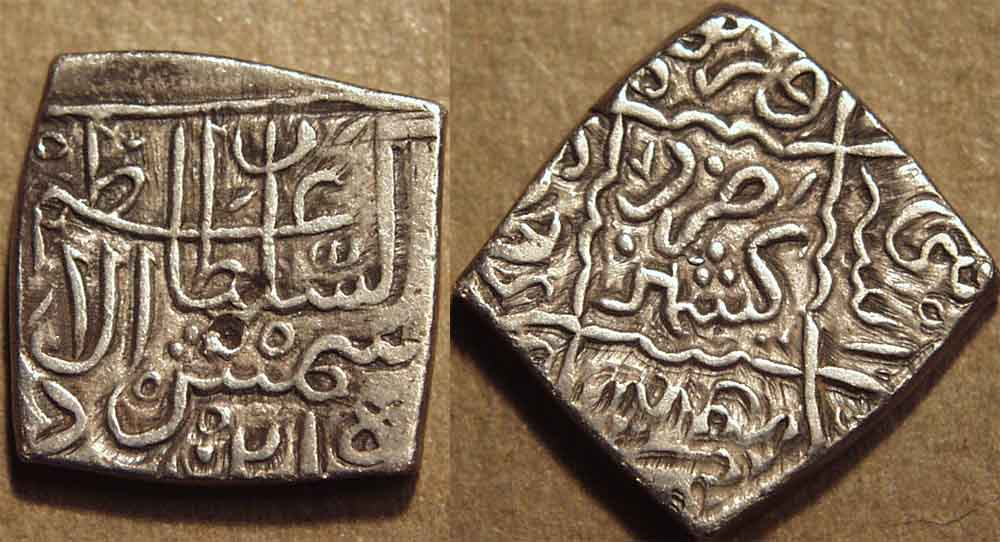
سکه نقره‌ای متعلق به دوران سلطان شمس‌الدین شاه دوم حاکم کشمیر میان ۱۵۳۷-۱۵۳۸ میلادی، در دوران سلطنت، سلطان‌های کشمیر سکه‌های نقره‌ای و مسی ضرب می‌کردند، سکه‌های نقره‌ای چهارگوش بودند و وزنی حدود ۹۱ گرم تا ۹۶ گرم داشتند.

امیر گورکانی، میرزا محمد حیدر دوغلات، عضوی از خاندان حاکم کاشغر، به نیابت از همایون به کشمیر یورش برد. آزار و اذیت شیعیان، شافعی‌ها و صوفیان و تحریک شاهان سوری، شورشی را سبب شد که به حکومت دوغلات در کشمیر پایان داد. تا دوره حکومت اکبر که خود در ۱۵۸۹ میلادی پا به کشمیر گذاشت، کشمیر شاهد حکومت مستقیم گورکانیان نبود. در حکومت گورکانیان بعدی، باغ‌ها، مساجد و کاخ‌های بسیاری در کشمیر ساخته شد. عدم بردباری دینی و نظام مالیاتی تبعیض‌آمیز، پس از بر تخت نشستن اورنگ زیب در ۱۶۵۸ میلادی دوباره پدیدار شد. با پایان دوره اورنگ زیب تأثیر گورکانیان نیز بر کشمیر کاهش یافت. در ۱۷۰۰ میلادی پیشکار یک تاجر ثروتمند کشمیری، موی مقدس را، که تار مویی از محمد پیامبر اسلام بود، به دره آورد. این تار مو در مرقد حضرت بال در کرانه دریاچه دال قرار داده شد.
تهاجم نادرشاه به دهلی در ۱۷۳۸ میلادی سیطره گورکانیان بر کشمیر را ضعیف‌تر کرد. در ۱۷۵۳، عبدالله خان ایشک آقاسی، یکی از فرماندهان لشکر احمدشاه ابدالی، به کشمیر یورش برد و حکومت امپراطوری درانی را برقرار ساخت. حکومت افغان‌ها بر کشمیر بسیار بی‌رحم و ظالمانه بود، به خصوص درباره هندوها. در این دوره محلی‌ها اموالشان مصادره شد، اسیر شدند و به بردگی گرفته شدند. تسلط افغان‌ها پس از مرگ احمدشاه ابدالی در ۱۷۷۲ کاهش یافت، اما ایشان ۴۷ سال دیگر بر کشمیر حکم راندند.